# Білорусь на літніх Олімпійських іграх 2016
Білорусь на літніх Олімпійських іграх 2016 представляли 124 спортсмени в 18 видах спорту.

## Медалісти
| Медалі | Спортсмени                                                      | Вид спорту                      | Дисципліна                       | Дата      |
| ------ | --------------------------------------------------------------- | ------------------------------- | -------------------------------- | --------- |
| Золото | Владислав Гончаров                                              | Гімнастика                      | батут (чоловіки)                 | 13 серпня |
| Срібло | Дар'я Наумова                                                   | Важка атлетика                  | до 75 кг (жінки)                 | 12 серпня |
| Срібло | Вадим Стрельцов                                                 | Важка атлетика                  | до 94 кг (чоловіки)              | 13 серпня |
| Срібло | Марія Мамощук                                                   | Боротьба                        | вільна, до 63 кг (жінки)         | 18 серпня |
| Срібло | Іван Тихон                                                      | Легка атлетика                  | метання молота (чоловіки)        | 19 серпня |
| Бронза | Олександра Герасименя                                           | Плавання                        | 50 м вільним стилем (жінки)      | 13 серпня |
| Бронза | Джавід Гамзатов                                                 | Боротьба                        | греко-римська, до 85 (чоловіки)  | 15 серпня |
| Бронза | Ібрагім Саїдов                                                  | Боротьба                        | вільна, до 125 кг (чоловіки)     | 20 серпня |
| Бронза | Маргарита Махньова Надія Лепешко Ольга Худенко Марина Литвинчук | Веслування на байдарках і каное | байдарки-четвірки, 500 м (жінки) | 20 серпня |

## Стрільба з лука
| Спортсмен      | Дисципліна                        | Попередній раунд | Попередній раунд | 1/32 фіналу                | 1/16 фіналу        | 1/8 фіналу         | Чвертьфінали       | Півфінали          | Фінал / БМ         | Фінал / БМ      |
| Спортсмен      | Дисципліна                        | Результат        | Сіяний           | Суперник Результат         | Суперник Результат | Суперник Результат | Суперник Результат | Суперник Результат | Суперник Результат | Місце           |
| -------------- | --------------------------------- | ---------------- | ---------------- | -------------------------- | ------------------ | ------------------ | ------------------ | ------------------ | ------------------ | --------------- |
| Антон Прилепов | індивідуальна першість (чоловіки) | 643              | 52               | Сото (CHI) L 5 (27)–5 (29) | Завершив виступ    | Завершив виступ    | Завершив виступ    | Завершив виступ    | Завершив виступ    | Завершив виступ |

## Легка атлетика
Легенда
- Note – для трекових дисциплін місце вказане лише для забігу, в якому взяв участь спортсмен
- Q = пройшов у наступне коло напряму
- q = пройшов у наступне коло за добором (для трекових дисциплін - найшвидші часи серед тих, хто не пройшов напряму; для технічних дисциплін - увійшов до визначеної кількості фіналістів за місцем якщо напряму пройшло менше спортсменів, ніж визначена кількість)
- NR = Національний рекорд
- N/A = Коло відсутнє у цій дисципліні
- Bye = спортсменові не потрібно змагатися у цьому колі

Трекові і шосейні дисципліни
Чоловіки
| Спортсмен         | Дисципліна      | Фінал     | Фінал |
| Спортсмен         | Дисципліна      | Результат | Місце |
| ----------------- | --------------- | --------- | ----- |
| Олександр Ляхович | ходьба на 20 км | 1:25:04   | 43    |
| Владислав Прямов  | Марафон         | 2:22:48   | 83    |
| Степан Роговцев   | Марафон         | 2:20:34   | 69    |
| Денис Сіманович   | ходьба на 20 км | DNF       | DNF   |
| Іван Троцький     | ходьба на 50 км | DNF       | DNF   |

Жінки
| Спортсменка                     | Дисципліна           | Попередній забіг | Попередній забіг | Півфінал         | Півфінал         | Фінал            | Фінал            |
| Спортсменка                     | Дисципліна           | Результат        | Місце            | Результат        | Місце            | Результат        | Місце            |
| ------------------------------- | -------------------- | ---------------- | ---------------- | ---------------- | ---------------- | ---------------- | ---------------- |
| Арзамасова Марина Олександрівна | 800 м                | 1:58.44          | 2 Q              | 1:58.87          | 4 q              | 1:59.10          | 7                |
| Катерина Бєланович              | 400 м з бар'єрами    | 56.55            | 6                | Завершила виступ | Завершила виступ | Завершила виступ | Завершила виступ |
| Марина Даманцевич               | Марафон              | Н/Д              | Н/Д              | Н/Д              | Н/Д              | 2:37:34          | 45               |
| Анастасія Іванова               | Марафон              | Н/Д              | Н/Д              | Н/Д              | Н/Д              | DNF              | DNF              |
| Юлія Кароль                     | 800 м                | 2:01.09          | 5                | Завершила виступ | Завершила виступ | Завершила виступ | Завершила виступ |
| Куделич Світлана Михайлівна     | 3000 м з перешкодами | 9:32.93          | 10               | Н/Д              | Н/Д              | Завершила виступ | Завершила виступ |
| Ольга Мазуренок                 | Марафон              | Н/Д              | Н/Д              | Н/Д              | Н/Д              | 2:24:48          | 5                |
| Katsiaryna Paplauskaya          | 100 м з бар'єрами    | 13.45            | 7                | Завершила виступ | Завершила виступ | Завершила виступ | Завершила виступ |
| Анастасія Пузакова              | 3000 м з перешкодами | 10:14.08         | 17               | Н/Д              | Н/Д              | Завершила виступ | Завершила виступ |
| Талай Аліна Геннадіївна         | 100 м з бар'єрами    | 12.74            | 2 Q              | 13.66            | 8                | Завершила виступ | Завершила виступ |
| Анастасія Яцевич                | ходьба на 20 км      | Н/Д              | Н/Д              | Н/Д              | Н/Д              | 1:32:53          | 17               |

Технічні дисципліни
Чоловіки
| Спортсмен              | Дисципліна        | Кваліфікація       | Кваліфікація | Фінал              | Фінал           |
| Спортсмен              | Дисципліна        | Результат у метрах | Місце        | Результат у метрах | Місце           |
| ---------------------- | ----------------- | ------------------ | ------------ | ------------------ | --------------- |
| Артем Бондаренко       | потрійний стрибок | 15.43              | 37           | Завершив виступ    | Завершив виступ |
| Павло Борейша          | метання молота    | 73.33              | 13           | Завершив виступ    | Завершив виступ |
| Костянтин Боричевський | стрибки в довжину | 7.67               | 23           | Завершив виступ    | Завершив виступ |
| Андрій Чурило          | стрибки у висоту  | 2.22               | =30          | Завершив виступ    | Завершив виступ |
| Сергій Коломоєць       | метання молота    | 74.29              | 8 q          | 74.22              | 9               |
| Дмитро Набоков         | стрибки у висоту  | 2.17               | 43           | Завершив виступ    | Завершив виступ |
| Максим Нестеренко      | потрійний стрибок | 16.52              | 20           | Завершив виступ    | Завершив виступ |
| Дмитро Платницький     | потрійний стрибок | 16.52              | 19           | Завершив виступ    | Завершив виступ |
| Тихон Іван Григорович  | метання молота    | 76.51              | 2 Q          | 77.79              | 2               |

Жінки
| Спортсменка           | Дисципліна         | Кваліфікація       | Кваліфікація | Фінал              | Фінал            |
| Спортсменка           | Дисципліна         | Результат у метрах | Місце        | Результат у метрах | Місце            |
| --------------------- | ------------------ | ------------------ | ------------ | ------------------ | ---------------- |
| Олена Абрамчук        | штовхання ядра     | 17.78              | 11 q         | 17.37              | 11               |
| Альона Дубицька       | штовхання ядра     | 17.76              | 12 q         | 18.23              | 8                |
| Тетяна Холодович      | метання списа      | 63.78              | 5 Q          | 64.60              | 5                |
| Тетяна Корж           | метання списа      | 56.16              | 26           | Завершила виступ   | Завершила виступ |
| Юлія Леонтюк          | штовхання ядра     | 17.66              | 17           | Завершила виступ   | Завершила виступ |
| Ганна Малищик         | метання молота     | 71.12              | 8 q          | 71.90              | 7                |
| Олена Соболєва        | метання молота     | 67.06              | 20           | Завершила виступ   | Завершила виступ |
| Ольга Сударєва        | стрибки в довжину  | 6.29               | 26           | Завершила виступ   | Завершила виступ |
| Ірина Васьковська     | потрійний стрибок  | 13.35              | 31           | Завершила виступ   | Завершила виступ |
| Наталія Вяткіна       | потрійний стрибок  | 13.25              | 35           | Завершила виступ   | Завершила виступ |
| Жук Ірина Геннадіївна | стрибки з жердиною | 4.15               | 34           | Завершила виступ   | Завершила виступ |

## Баскетбол

### Жіночий турнір
Склад команди
Нижче наведено склад збірної Білорусі в турнірі з баскетболу на літніх Олімпійських іграх 2016.
Груповий етап
| Команда   | І | В | П | З   | П   | РМ  | О  |
| --------- | - | - | - | --- | --- | --- | -- |
| Австралія | 5 | 5 | 0 | 400 | 345 | +55 | 10 |
| Франція   | 5 | 3 | 2 | 344 | 343 | +1  | 8  |
| Туреччина | 5 | 3 | 2 | 324 | 325 | -1  | 8  |
| Японія    | 5 | 3 | 2 | 386 | 378 | +8  | 8  |
| Білорусь  | 5 | 1 | 4 | 347 | 361 | -14 | 6  |
| Бразилія  | 5 | 0 | 5 | 335 | 384 | -49 | 5  |

| 6 серпня 2016 19:45 | Протокол | Білорусь                                             | 73–77 | Японія                                         |  | Молодіжна арена Глядачів: 2586 |
| 6 серпня 2016 19:45 | Протокол | Рахунок за чвертями: 21–26, 19–15, 20–19, 13–17      |       |                                                |  | Молодіжна арена Глядачів: 2586 |
| 6 серпня 2016 19:45 | Протокол | Очки: Левченко 15 Підб.: Веремеєнко 10 РП: Гардінг 5 |       | Очки: Куріхара 20 Підб.: Йосіда 9 РП: Йосіда 8 |  | Молодіжна арена Глядачів: 2586 |

| 7 серпня 2016 19:45 | Протокол | Франція                                         | 73–72 | Білорусь                                             |  | Молодіжна арена Глядачів: 2075 |
| 7 серпня 2016 19:45 | Протокол | Рахунок за чвертями: 14-22, 20-20, 18-11, 21-19 |       |                                                      |  | Молодіжна арена Глядачів: 2075 |
| 7 серпня 2016 19:45 | Протокол | Очки: Епупа 16 Підб.: Мішель 8 РП: Епупа 5      |       | Очки: Ліхтарович 16 Підб.: Левченко 13 РП: Гардінг 8 |  | Молодіжна арена Глядачів: 2075 |

| 9 серпня 2016 15:30 | Протокол | Бразилія                                         | 63–65 | Білорусь                                                    |  | Молодіжна арена Глядачів: 2075 |
| 9 серпня 2016 15:30 | Протокол | Рахунок за чвертями: 28–16, 12–19, 10–15, 13–15  |       |                                                             |  | Молодіжна арена Глядачів: 2075 |
| 9 серпня 2016 15:30 | Протокол | Очки: Дантас 23 Підб.: дус Сантус 11 РП: Пінту 4 |       | Очки: Троіна 18 Підб.: Левченко, Веремеєнко 6 РП: Гардінг 6 |  | Молодіжна арена Глядачів: 2075 |

| 11 серпня 2016 12:15 | Протокол | Білорусь                                             | 71–74 | Туреччина                                       |  | Молодіжна арена Глядачів: 1784 |
| 11 серпня 2016 12:15 | Протокол | Рахунок за чвертями: 19–13, 14–20, 21–24, 17–17      |       |                                                 |  | Молодіжна арена Глядачів: 1784 |
| 11 серпня 2016 12:15 | Протокол | Очки: Гардінг 17 Підб.: Левченко 10 РП: Веремеєнко 7 |       | Очки: Їлмаз 26 Підб.: Сендерс 11 РП: Вардарлі 7 |  | Молодіжна арена Глядачів: 1784 |

| 13 серпня 2016 12:15 | Протокол | Австралія                                      | 74–66 | Білорусь                                                      |  | Молодіжна арена Глядачів: 3081 |
| 13 серпня 2016 12:15 | Протокол | Рахунок за чвертями: 22–25, 14–14, 16–20, 22–7 |       |                                                               |  | Молодіжна арена Глядачів: 3081 |
| 13 серпня 2016 12:15 | Протокол | Очки: Кембідж 17 Підб.: Кембідж 9 РП: Лавей 6  |       | Очки: Гардінг 16 Підб.: Левченко 7 РП: Ліхтарович, Левченко 4 |  | Молодіжна арена Глядачів: 3081 |

## Бокс
| Спортсмен                      | Категорія           | 1/16 фіналу             | 1/8 фіналу              | Чвертьфінали       | Півфінали          | Фінал              | Фінал           |
| Спортсмен                      | Категорія           | Суперник Результат      | Суперник Результат      | Суперник Результат | Суперник Результат | Суперник Результат | Місце           |
| ------------------------------ | ------------------- | ----------------------- | ----------------------- | ------------------ | ------------------ | ------------------ | --------------- |
| Дмитро Асанов                  | до 56 кг (чоловіки) | García (DOM) W 2–1      | Цендбаатар (MGL) L 1–2  | Завершив виступ    | Завершив виступ    | Завершив виступ    | Завершив виступ |
| Павло Костромін                | до 69 кг (чоловіки) | Аді (THA) L 1–2         | Завершив виступ         | Завершив виступ    | Завершив виступ    | Завершив виступ    | Завершив виступ |
| Долголевець Михайло Вікторович | до 81 кг (чоловіки) | Манфредонія (ITA) W 2–1 | Ніязимбетов (KAZ) L 0–3 | Завершив виступ    | Завершив виступ    | Завершив виступ    | Завершив виступ |

## Веслування на байдарках і каное

### Спринт
| Спортсмен                                                                                                  | Дисципліна         | Заїзди   | Заїзди | Півфінали | Півфінали | Фінал    | Фінал |
| Спортсмен                                                                                                  | Дисципліна         | Час      | Місце  | Час       | Місце     | Час      | Місце |
| --- | ------------------ | -------- | ------ | --------- | --------- | -------- | ----- |
| Литвинчук Марина Вікторівна                                                                                | Б-1, 500 м (жінки) | 1:53.966 | 2 Q    | 1:55.641  | 1 FA      | 1:54.474 | 4     |
| Лепешко Надія Михайлівна Литвинчук Марина Вікторівна                                                       | Б-2, 500 м (жінки) | 1:42.285 | 1 FA   | Bye       | Bye       | 1:46.967 | 6     |
| Худенко Ольга Сергіївна Лепешко Надія Михайлівна Литвинчук Марина Вікторівна Махньова Маргарита Григорівна | Б-4, 500 м (жінки) | 1:30.320 | 1 FA   | Bye       | Bye       | 1:36.908 | 3     |

Пояснення до кваліфікації: FA = Кваліфікувались до фіналу A (за медалі); FB = Кваліфікувались до фіналу B (не за медалі)

## Велоспорт

### Шосе
| Спортсмен                  | Дисципліна                         | Час          | Місце        |
| -------------------------- | ---------------------------------- | ------------ | ------------ |
| Кіриєнко Василь Васильович | Групова шосейна гонка (чоловіки)   | Не фінішував | Не фінішував |
| Кіриєнко Василь Васильович | роздільна шосейна гонка (чоловіки) | 1:16:05.70   | 17           |
| Костянтин Сівцов           | Групова шосейна гонка (чоловіки)   | 6:30:05      | 49           |
| Костянтин Сівцов           | роздільна шосейна гонка (чоловіки) | 1:18:58.75   | 25           |
| Олена Омелюсик             | групова шосейна гонка (жінки)      | 3:53:37      | 13           |
| Олена Омелюсик             | роздільна шосейна гонка (жінки)    | 46:05.73     | 11           |

### Трек
Омніум
| Спортсмен       | Дисципліна     | Скретч | Скретч | Індивідуальна гонка переслідування | Індивідуальна гонка переслідування | Індивідуальна гонка переслідування | Гонка на вибування | Гонка на вибування | Гіт з місця на 1 км | Гіт з місця на 1 км | Гіт з місця на 1 км | Гіт з ходу на 250 м | Гіт з ходу на 250 м | Гіт з ходу на 250 м | Гонка за очками | Гонка за очками | Загалом очок | Місце |
| Спортсмен       | Дисципліна     | Місце  | Очки   | Час                                | Місце                              | Очки                               | Місце              | Очки               | Час                 | Місце               | Очки                | Час                 | Місце               | Очки                | Очки            | Місце           | Загалом очок | Місце |
| --------------- | -------------- | ------ | ------ | ---------------------------------- | ---------------------------------- | ---------------------------------- | ------------------ | ------------------ | ------------------- | ------------------- | ------------------- | ------------------- | ------------------- | ------------------- | --------------- | --------------- | ------------ | ----- |
| Тетяна Шаракова | омніум (жінки) | 1      | 40     | 3:37.204                           | 10                                 | 22                                 | 7                  | 28                 | 37.007              | 17                  | 8                   | 14.564              | 13                  | 16                  | 50              | 4               | 164          | 9     |

## Стрибки у воду
| Спортсмен        | Дисципліна                  | Попередні змагання | Попередні змагання | Півфінали       | Півфінали       | Фінал           | Фінал           |
| Спортсмен        | Дисципліна                  | Очки               | Місце              | Очки            | Місце           | Очки            | Місце           |
| ---------------- | --------------------------- | ------------------ | ------------------ | --------------- | --------------- | --------------- | --------------- |
| Вадим Каптур     | вишка, 10 метрів (чоловіки) | 353.85             | 24                 | Завершив виступ | Завершив виступ | Завершив виступ | Завершив виступ |
| Євгеній Корольов | вишка, 10 метрів (чоловіки) | 347.80             | 26                 | Завершив виступ | Завершив виступ | Завершив виступ | Завершив виступ |

## Фехтування
| Спортсмен          | Дисципліна                     | 1/16 фіналу               | 1/8 фіналу            | Чвертьфінал        | Півфінал           | Фінал / БМ         | Фінал / БМ      |
| Спортсмен          | Дисципліна                     | Суперник Результат        | Суперник Результат    | Суперник Результат | Суперник Результат | Суперник Результат | Місце           |
| ------------------ | ------------------------------ | ------------------------- | --------------------- | ------------------ | ------------------ | ------------------ | --------------- |
| Олександр Буйкевич | індивідуальна шабля (чоловіки) | Полоссіфакіс (CAN) W 15–6 | Сіладьї (HUN) L 12–15 | Завершив виступ    | Завершив виступ    | Завершив виступ    | Завершив виступ |

## Гімнастика

### Спортивна гімнастика
Чоловіки
| Спортсмен | Дисципліна | Кваліфікація       | Кваліфікація       | Кваліфікація | Кваліфікація | Кваліфікація | Кваліфікація | Кваліфікація | Кваліфікація | Фінал  | Фінал  | Фінал  | Фінал  | Фінал  | Фінал  | Фінал   | Фінал |        |        |        |        |        |    |
| Спортсмен | Дисципліна | Вправа             | Вправа             | Вправа       | Вправа       | Вправа       | Вправа       | Загалом      | Місце        | Вправа | Вправа | Вправа | Вправа | Вправа | Вправа | Загалом | Місце |        |        |        |        |        |    |
| --------- | ---------- | ------------------ | ------------------ | ------------ | ------------ | ------------ | ------------ | ------------ | ------------ | ------ | ------ | ------ | ------ | ------ | ------ | ------- | ----- | ------ | ------ | ------ | ------ | ------ | -- |
| Спортсмен | Дисципліна | Андрій Ліховицький | Абсолютна першість | 14.200       | 15.233       | 13.866       | 13.966       | Загалом      | Місце        | 14.900 | 14.600 | 86.765 | 16 Q   | 14.300 | 15.033 | Загалом | Місце | 13.933 | 14.033 | 14.966 | 14.366 | 86.631 | 18 |

Жінки
| Спортсменка | Дисципліна | Кваліфікація | Кваліфікація       | Кваліфікація | Кваліфікація | Кваліфікація | Кваліфікація | Фінал  | Фінал  | Фінал  | Фінал  | Фінал   | Фінал |                  |                  |                  |                  |                  |                  |
| Спортсменка | Дисципліна | Вправа       | Вправа             | Вправа       | Вправа       | Загалом      | Місце        | Вправа | Вправа | Вправа | Вправа | Загалом | Місце |                  |                  |                  |                  |                  |                  |
| ----------- | ---------- | ------------ | ------------------ | ------------ | ------------ | ------------ | ------------ | ------ | ------ | ------ | ------ | ------- | ----- | ---------------- | ---------------- | ---------------- | ---------------- | ---------------- | ---------------- |
| Спортсменка | Дисципліна | Кайлі Діксон | Абсолютна першість | 13.866       | 12.833       | Загалом      | Місце        | 10.333 | 10.766 | 47.798 | 58     | Загалом | Місце | Завершила виступ | Завершила виступ | Завершила виступ | Завершила виступ | Завершила виступ | Завершила виступ |

### Художня гімнастика
| Спортсменка      | Дисципліна                  | Кваліфікація | Кваліфікація | Кваліфікація | Кваліфікація | Кваліфікація | Кваліфікація | Фінал  | Фінал  | Фінал  | Фінал   | Фінал   | Фінал |
| Спортсменка      | Дисципліна                  | Обруч        | М'яч         | Булави       | Стрічка      | Загалом      | Місце        | Обруч  | М'яч   | Булави | Стрічка | Загалом | Місце |
| ---------------- | --------------------------- | ------------ | ------------ | ------------ | ------------ | ------------ | ------------ | ------ | ------ | ------ | ------- | ------- | ----- |
| Катерина Галкіна | Індивідуальне багатоборство | 17.733       | 17.733       | 17.200       | 17.466       | 70.132       | 9 Q          | 17.966 | 17.966 | 17.650 | 17.350  | 70.932  | 6     |
| Мелітіна Станюта | Індивідуальне багатоборство | 18.400       | 17.650       | 18.350       | 18.175       | 72.575       | 4 Q          | 18.200 | 18.250 | 16.633 | 18.050  | 71.133  | 5     |

| Спортсменка                                                                | Дисципліна            | Кваліфікація | Кваліфікація     | Кваліфікація | Кваліфікація | Фінал     | Фінал            | Фінал   | Фінал |
| Спортсменка                                                                | Дисципліна            | 5 стрічок    | 6 булав 2 обручі | Загалом      | Місце        | 5 стрічок | 6 булав 2 обручі | Загалом | Місце |
| -------------------------------------------------------------------------- | --------------------- | ------------ | ---------------- | ------------ | ------------ | --------- | ---------------- | ------- | ----- |
| Ганна Дуденкова Марія Кадобіна Марія Котяк Валерія Піщеліна Аріна Цициліна | групове багатоборство | 17.583       | 17.850           | 35.433       | 3 Q          | 17.283    | 18.016           | 35.299  | 5     |

### Стрибки на батуті
| Спортсмен                   | Дисципліна | Кваліфікація | Кваліфікація | Фінал     | Фінал |
| Спортсмен                   | Дисципліна | Результат    | Місце        | Результат | Місце |
| --------------------------- | ---------- | ------------ | ------------ | --------- | ----- |
| Гончаров Владислав Олегович | чоловіки   | 111.090      | 2 Q          | 61.745    | 1     |
| Ганна Горчонок              | жінки      | 100.275      | 6 Q          | 5.700     | 8     |
| Тетяна Петреня              | жінки      | 104.515      | 1 Q          | 54.650    | 5     |

## Дзюдо
| Спортсмен       | Категорія           | 1/32 фіналу        | 1/16 фіналу             | 1/8 фіналу         | Чвертьфінали       | Півфінали          | Втішний поєдинок   | Фінал / БМ         | Фінал / БМ       |
| Спортсмен       | Категорія           | Суперник Результат | Суперник Результат      | Суперник Результат | Суперник Результат | Суперник Результат | Суперник Результат | Суперник Результат | Місце            |
| --------------- | ------------------- | ------------------ | ----------------------- | ------------------ | ------------------ | ------------------ | ------------------ | ------------------ | ---------------- |
| Дмитро Шершань  | до 66 кг (чоловіки) | Bye                | Собіров (UZB) L 000–001 | Завершив виступ    | Завершив виступ    | Завершив виступ    | Завершив виступ    | Завершив виступ    | Завершив виступ  |
| Дарина Скрипник | до 52 кг (жінки)    | Н/Д                | Kräh (GER) L 001–011    | Завершила виступ   | Завершила виступ   | Завершила виступ   | Завершила виступ   | Завершила виступ   | Завершила виступ |

## Сучасне п'ятиборство
| Спортсмен            | Дисципліна | Фехтування (шпага, один дотик) | Фехтування (шпага, один дотик) | Фехтування (шпага, один дотик) | Фехтування (шпага, один дотик) | Плавання (200 м вільним стилем) | Плавання (200 м вільним стилем) | Плавання (200 м вільним стилем) | Верхова їзда (конкур) | Верхова їзда (конкур) | Верхова їзда (конкур) | Комбіновано: стрільба/біг (10 м, пневматичний пістолет)/(3200 м) | Комбіновано: стрільба/біг (10 м, пневматичний пістолет)/(3200 м) | Комбіновано: стрільба/біг (10 м, пневматичний пістолет)/(3200 м) | Загалом очок | Підсумкове місце |
| Спортсмен            | Дисципліна | RR                             | BR                             | Місце                          | Очки                           | Час                             | Місце                           | Очки                            | Штрафні очки          | Місце                 | Очки                  | Час                                                              | Місце                                                            | MP Points                                                        | Загалом очок | Підсумкове місце |
| -------------------- | ---------- | ------------------------------ | ------------------------------ | ------------------------------ | ------------------------------ | ------------------------------- | ------------------------------- | ------------------------------- | --------------------- | --------------------- | --------------------- | ---------------------------------------------------------------- | ---------------------------------------------------------------- | ---------------------------------------------------------------- | ------------ | ---------------- |
| Анастасія Прокопенко | жінки      | 10–25                          | 2                              | 34                             | 162                            | 2:25.69                         | 35                              | 263                             | 11                    | 15                    | 289                   | 12:12.98                                                         | 4                                                                | 558                                                              | 1272         | 22               |

## Академічне веслування
Чоловіки
| Спортсмен                                           | Дисципліна     | Заїзди  | Заїзди | Втішний заплив | Втішний заплив | Чвертьфінали | Чвертьфінали | Півфінали | Півфінали | Фінал   | Фінал |
| Спортсмен                                           | Дисципліна     | Час     | Місце  | Час            | Місце          | Час          | Місце        | Час       | Місце     | Час     | Місце |
| --------------------------------------------------- | -------------- | ------- | ------ | -------------- | -------------- | ------------ | ------------ | --------- | --------- | ------- | ----- |
| Станіслав Щербаченя                                 | Парні одиночки | 7:11.49 | 2 QF   | Bye            | Bye            | 6:55.19      | 3 SA/B       | 7:06.69   | 2 FA      | 6:48.78 | 5     |
| Вадим Лялін Денис Мігаль Ігор Пашевич Микола Шарлап | Четвірки       | 6:02.93 | 4 R    | 6:36.50        | 2 SA/B         | Н/Д          | Н/Д          | 6:22.46   | 4 FB      | 6:00.57 | 9     |

Жінки
| Спортсменка                                        | Дисципліна     | Заїзди  | Заїзди | Втішний заплив | Втішний заплив | Чвертьфінали | Чвертьфінали | Півфінали | Півфінали | Фінал   | Фінал |
| Спортсменка                                        | Дисципліна     | Час     | Місце  | Час            | Місце          | Час          | Місце        | Час       | Місце     | Час     | Місце |
| -------------------------------------------------- | -------------- | ------- | ------ | -------------- | -------------- | ------------ | ------------ | --------- | --------- | ------- | ----- |
| Карстен Катерина Анатоліївна                       | Парні одиночки | 8:21.21 | 2 QF   | Bye            | Bye            | 7:28.03      | 3 SA/B       | 7:48.89   | 5 FB      | 7:25.03 | 8     |
| Олена Фурман Inna Nikulina                         | Двійки         | 7:35.23 | 5 R    | 8:07.16        | 6 FC           | Н/Д          | Н/Д          | Bye       | Bye       | 8:32.54 | 15    |
| Бічик Юлія Валентинівна Кухта Тетяна Олександрівна | Парні двійки   | 7:27.22 | 3 SA/B | Bye            | Bye            | Н/Д          | Н/Д          | 6:57.64   | 5 FB      | 7:40.48 | 8     |

Пояснення до кваліфікації: FA=Фінал A (за медалі); FB=Фінал B (не за медалі); FC=Фінал C (не за медалі); FD=Фінал D (не за медалі); FE=Фінал E (не за медалі); FF=Фінал F (не за медалі); SA/B=Півфінали A/B; SC/D=Півфінали C/D; SE/F=Півфінали E/F; QF=Чвертьфінали; R=Потрапив у втішний заплив

## Вітрильний спорт
| Спортсмен          | Дисципліна      | Заплив | Заплив | Заплив | Заплив | Заплив | Заплив | Заплив | Заплив | Заплив | Заплив | Заплив | Заплив | Заплив | Очки | Підсумкове місце |
| Спортсмен          | Дисципліна      | 1      | 2      | 3      | 4      | 5      | 6      | 7      | 8      | 9      | 10     | 11     | 12     | M*     | Очки | Підсумкове місце |
| ------------------ | --------------- | ------ | ------ | ------ | ------ | ------ | ------ | ------ | ------ | ------ | ------ | ------ | ------ | ------ | ---- | ---------------- |
| Микита Циркун      | RS:X (чоловіки) | 23     | 27     | 25     | 16     | 8      | 32     | 16     | 19     | 22     | 24     | 18     | 17     | EL     | 215  | 22               |
| Тетяна Дроздовська | Лазер радіал    | 22     | 10     | 5      | 13     | 25     | 17     | 26     | 30     | 13     | 6      | Н/Д    | Н/Д    | EL     | 137  | 19               |

M = Медальний заплив; EL = Вибув – не потрапив до медального запливу

## Стрільба
| Спортсмен                    | Дисципліна                                       | Кваліфікація | Кваліфікація | Півфінал         | Півфінал         | Фінал            | Фінал            |
| Спортсмен                    | Дисципліна                                       | Очки         | Місце        | Очки             | Місце            | Очки             | Місце            |
| ---------------------------- | ------------------------------------------------ | ------------ | ------------ | ---------------- | ---------------- | ---------------- | ---------------- |
| Віталій Бубнович             | пневматична гвинтівка, 10 метрів (чоловіки)      | 622.9        | 17           | Н/Д              | Н/Д              | Завершив виступ  | Завершив виступ  |
| Віталій Бубнович             | гвинтівка лежачи, 50 метрів (чоловіки)           | 626.2        | 4 Q          | Н/Д              | Н/Д              | 144.2            | 5                |
| Ілля Чаргейка                | пневматична гвинтівка, 10 метрів (чоловіки)      | 625.5        | 8 Q          | Н/Д              | Н/Д              | 121.6            | 6                |
| Ілля Чаргейка                | гвинтівка з трьох положень, 50 метрів (чоловіки) | 1166         | 31           | Н/Д              | Н/Д              | Завершив виступ  | Завершив виступ  |
| Юрій Щербацевич              | гвинтівка лежачи, 50 метрів (чоловіки)           | 622.1        | 18           | Н/Д              | Н/Д              | Завершив виступ  | Завершив виступ  |
| Юрій Щербацевич              | гвинтівка з трьох положень, 50 метрів (чоловіки) | 1170         | 18           | Н/Д              | Н/Д              | Завершив виступ  | Завершив виступ  |
| Чайка Вікторія Володимирівна | пневматичний пістолет, 10 метрів (жінки)         | 380          | 16           | Н/Д              | Н/Д              | Завершила виступ | Завершила виступ |
| Чайка Вікторія Володимирівна | пістолет, 25 метрів (жінки)                      | 575          | 24           | Завершила виступ | Завершила виступ | Завершила виступ | Завершила виступ |

Пояснення до кваліфікації: Q = Пройшов у наступне коло; q = Кваліфікувався щоб змагатись у поєдинку за бронзову медаль

## Плавання
| Спортсмен                        | Дисципліна                           | Попередній заплив | Попередній заплив | Півфінал         | Півфінал         | Фінал            | Фінал            |
| Спортсмен                        | Дисципліна                           | Час               | Місце             | Час              | Місце            | Час              | Місце            |
| -------------------------------- | ------------------------------------ | ----------------- | ----------------- | ---------------- | ---------------- | ---------------- | ---------------- |
| Павло Санкович                   | 100 метрів батерфляєм (чоловіки)     | 53.00             | 28                | Завершив виступ  | Завершив виступ  | Завершив виступ  | Завершив виступ  |
| Віктор Стаселович                | 100 метрів на спині (чоловіки)       | 55.68             | 32                | Завершив виступ  | Завершив виступ  | Завершив виступ  | Завершив виступ  |
| Євген Цуркін                     | 100 метрів вільним стилем (чоловіки) | 49.37             | 35                | Завершив виступ  | Завершив виступ  | Завершив виступ  | Завершив виступ  |
| Євген Цуркін                     | 100 метрів батерфляєм (чоловіки)     | 53.24             | =30               | Завершив виступ  | Завершив виступ  | Завершив виступ  | Завершив виступ  |
| Микита Цмих                      | 100 метрів на спині (чоловіки)       | 54.97             | 29                | Завершив виступ  | Завершив виступ  | Завершив виступ  | Завершив виступ  |
| Микита Цмих                      | 200 метрів на спині (чоловіки)       | 2:00.96           | 25                | Завершив виступ  | Завершив виступ  | Завершив виступ  | Завершив виступ  |
| Герасименя Олександра Вікторівна | 50 метрів вільним стилем (жінки)     | 24.42             | 3 Q               | 24.53            | 8 Q              | 24.11 NR         | 3                |
| Герасименя Олександра Вікторівна | 100 метрів вільним стилем (жінки)    | 54.25             | 13 Q              | 54.34            | 13               | Завершила виступ | Завершила виступ |
| Юлія Хитра                       | 50 метрів вільним стилем (жінки)     | 25.18             | 27                | Завершила виступ | Завершила виступ | Завершила виступ | Завершила виступ |

## Синхронне плавання
| Спортсменка                         | Дисципліна | Обов'язкова програма | Обов'язкова програма | Довільна програма (попередня) | Довільна програма (попередня)    | Довільна програма (попередня) | Довільна програма (фінал) | Довільна програма (фінал)        | Довільна програма (фінал) |
| Спортсменка                         | Дисципліна | Очки                 | Місце                | Очки                          | Загалом (обов'язкова + довільна) | Місце                         | Очки                      | Загалом (обов'язкова + довільна) | Місце                     |
| ----------------------------------- | ---------- | -------------------- | -------------------- | ----------------------------- | -------------------------------- | ----------------------------- | ------------------------- | -------------------------------- | ------------------------- |
| Ірина Лиманівська Вероніка Єсіпович | Дуети      | 78.9913              | 21                   | 79.0000                       | 157.9913                         | 21                            | Завершила виступ          | Завершила виступ                 | Завершила виступ          |

## Настільний теніс
| Спортсмен                     | Дисципліна                  | Попередній раунд   | Раунд 1                | Раунд 2                | Раунд 3               | 1/8 фіналу            | Чвертьфінали        | Півфінали           | Фінал / БМ            | Фінал / БМ       |
| Спортсмен                     | Дисципліна                  | Суперник Результат | Суперник Результат     | Суперник Результат     | Суперник Результат    | Суперник Результат    | Суперник Результат  | Суперник Результат  | Суперник Результат    | Місце            |
| ----------------------------- | --------------------------- | ------------------ | ---------------------- | ---------------------- | --------------------- | --------------------- | ------------------- | ------------------- | --------------------- | ---------------- |
| Самсонов Володимир Вікторович | одиночний розряд (чоловіки) | Bye                | Bye                    | Bye                    | Karlsson (SWE) W 4–2  | Drinkhall (GBR) W 4–2 | Овчаров (GER) W 4–2 | Чжан Цз (CHN) L 1–4 | Мідзутані (JPN) L 1–4 | 4                |
| Viktoria Pavlovich            | одиночний розряд (жінки)    | Bye                | Едем (NGR) W 4–1       | Mikhailova (RUS) W 4–2 | Cheng I-c (TPE) L 3–4 | Завершила виступ      | Завершила виступ    | Завершила виступ    | Завершила виступ      | Завершила виступ |
| Aleksandra Privalova          | одиночний розряд (жінки)    | Bye                | Shahsavari (IRI) W 4–3 | Chen S-y (TPE) L 2–4   | Завершив виступ       | Завершив виступ       | Завершив виступ     | Завершив виступ     | Завершив виступ       | Завершив виступ  |

## Тхеквондо
| Спортсмен           | Категорія              | 1/8 фіналу          | Чвертьфінали       | Півфінали          | Втішний поєдинок   | Фінал / БМ         | Фінал / БМ      |
| Спортсмен           | Категорія              | Суперник Результат  | Суперник Результат | Суперник Результат | Суперник Результат | Суперник Результат | Місце           |
| ------------------- | ---------------------- | ------------------- | ------------------ | ------------------ | ------------------ | ------------------ | --------------- |
| Арман-Маршалл Сілла | понад 80 кг (чоловіки) | Cha D-m (KOR) L DSQ | Завершив виступ    | Завершив виступ    | Завершив виступ    | Завершив виступ    | Завершив виступ |

## Теніс
| Спортсмен                                 | Дисципліна               | 1/16 фіналу                       | 1/8 фіналу         | Чвертьфінали       | Півфінали          | Фінал / БМ         | Фінал / БМ      |                 |
| Спортсмен                                 | Дисципліна               | Суперник Результат                | Суперник Результат | Суперник Результат | Суперник Результат | Суперник Результат | Місце           |                 |
| ----------------------------------------- | ------------------------ | --------------------------------- | ------------------ | ------------------ | ------------------ | ------------------ | --------------- | --------------- |
| Aliaksandr Bury Мирний Максим Миколайович | Парний розряд (чоловіки) | Марах / Пея (AUT) L 6–7(4–7), 5–7 | Завершив виступ    | Завершив виступ    | Завершив виступ    | Завершив виступ    | Завершив виступ | Завершив виступ |

## Важка атлетика
Чоловіки
| Спортсмен                   | Категорія    | Ривок     | Ривок | Поштовх   | Поштовх | Загалом | Місце |
| Спортсмен                   | Категорія    | Результат | Місце | Результат | Місце   | Загалом | Місце |
| --------------------------- | ------------ | --------- | ----- | --------- | ------- | ------- | ----- |
| Петро Асайонок              | до 85 кг     | 170       | =6    | 207       | 6       | 377     | 6     |
| Павло Ходасевич             | до 85 кг     | 170       | =6    | 195       | =9      | 365     | 7     |
| Олександр Берсанов          | до 94 кг     | 173       | =7    | 208       | 8       | 381     | 8     |
| Стрельцов Вадим Миколайович | до 94 кг     | 175       | 4     | 220       | 2       | 395     | 2     |
| Олексій Мжачук              | понад 105 кг | 187       | =9    | 224       | 12      | 411     | 12    |

Жінки
| Спортсменка             | Категорія | Ривок     | Ривок | Поштовх   | Поштовх | Загалом | Місце |
| Спортсменка             | Категорія | Результат | Місце | Результат | Місце   | Загалом | Місце |
| ----------------------- | --------- | --------- | ----- | --------- | ------- | ------- | ----- |
| Анастасія Міхаленко     | до 69 кг  | 103       | DNF   | —         | —       | —       | DNF   |
| Дар'я Почобут           | до 69 кг  | 105       | 8     | 132       | 7       | 237     | 7     |
| Наумова Дар'я Сергіївна | до 75 кг  | 116       | 2     | 142       | 2       | 258     | 2     |

## Боротьба
Легенда:
- VT – Перемога на туше.
- PP – Перемога за очками – з технічними очками в того, хто програв.
- PO – Перемога за очками – без технічних очок в того, хто програв.
- ST – Перемога за явної переваги – різниця в очках становить принаймні 8 (греко-римська боротьба) або 10 (вільна боротьба) очок, без технічних очок у того, хто програв.
- SP – Перемога за явної переваги – різниця в очках становить принаймні 8 (греко-римська боротьба) або 10 (вільна боротьба) очок, з технічними очками в того, хто програв.

Чоловіки
| Спортсмен                      | Категорія | Кваліфікація           | 1/8 фіналу              | Чвертьфінал           | Півфінал           | Втішний поєдинок 1      | Втішний поєдинок 2       | Фінал / БМ                | Фінал / БМ |
| Спортсмен                      | Категорія | Суперник Результат     | Суперник Результат      | Суперник Результат    | Суперник Результат | Суперник Результат      | Суперник Результат       | Суперник Результат        | Місце      |
| ------------------------------ | --------- | ---------------------- | ----------------------- | --------------------- | ------------------ | ----------------------- | ------------------------ | ------------------------- | ---------- |
| Асадулла Лачінов               | до 57 кг  | Ансарі (MAR) W 4–1 SP  | Рей (JPN) L 0–4 ST      | Завершив виступ       | Завершив виступ    | Yang K-i (PRK) L 1–3 PP | Завершив виступ          | Завершив виступ           | 7          |
| Омаргаджі Магомедов            | до 86 кг  | Кахідзе (KAZ) W 3–1 PP | Кокс (USA) L 1–3 PP     | Завершив виступ       | Завершив виступ    | Завершив виступ         | Завершив виступ          | Завершив виступ           | 9          |
| Саїдов Ібрагім Магомедсаїдович | до 125 кг | Bye                    | Шабанбай (KAZ) W 3–0 PO | Акгюль (TUR) L 0–4 ST | Завершив виступ    | Bye                     | Чулуунбат (MGL) W 3–1 PP | Беріанідзе (ARM) W 3–1 PP | 3          |

Греко-римська боротьба
| Спортсмен                        | Категорія | Кваліфікація       | 1/8 фіналу            | Чвертьфінал                | Півфінал               | Втішний поєдинок 1 | Втішний поєдинок 2 | Фінал / БМ              | Фінал / БМ |
| Спортсмен                        | Категорія | Суперник Результат | Суперник Результат    | Суперник Результат         | Суперник Результат     | Суперник Результат | Суперник Результат | Суперник Результат      | Місце      |
| -------------------------------- | --------- | ------------------ | --------------------- | -------------------------- | ---------------------- | ------------------ | ------------------ | ----------------------- | ---------- |
| Дауров Сослан Тамазович          | до 59 кг  | Bye                | Berge (NOR) L 0–3 PO  | Завершив виступ            | Завершив виступ        | Завершив виступ    | Завершив виступ    | Завершив виступ         | 15         |
| Гамзатов Джавід Шакірович        | до 85 кг  | Bye                | Peng F (CHN) W 3–0 PO | Хрустановіч (AUT) W 4–0 ST | Беленюк (UKR) L 0–3 PO | Bye                | Bye                | Байряков (BUL) W 3–1 PP | 3          |
| Дейниченко Тимофій Олександрович | до 98 кг  | Шон (SWE) L 1–3 PP | Завершив виступ       | Завершив виступ            | Завершив виступ        | Завершив виступ    | Завершив виступ    | Завершив виступ         | 14         |

Жінки
| Спортсменка                     | Категорія | Кваліфікація        | 1/8 фіналу               | Чвертьфінал             | Півфінал                 | Втішний поєдинок 1  | Втішний поєдинок 2  | Фінал / БМ              | Фінал / БМ |
| Спортсменка                     | Категорія | Суперниця Результат | Суперниця Результат      | Суперниця Результат     | Суперниця Результат      | Суперниця Результат | Суперниця Результат | Суперниця Результат     | Місце      |
| ------------------------------- | --------- | ------------------- | ------------------------ | ----------------------- | ------------------------ | ------------------- | ------------------- | ----------------------- | ---------- |
| Мамошук Марія Русланівна        | до 63 кг  | Bye                 | Ларіонова (KAZ) W 3–1 PP | Юганссон (SWE) W 3–1 PP | Пирожкова (USA) W 3–1 PP | Bye                 | Bye                 | Кавай (JPN) L 0–3 PO    | 2          |
| Марзалюк Василіса Олександрівна | до 75 кг  | Bye                 | Вескан (FRA) W 5–0 VT    | Грей (USA) W 3–1 PP     | Вібе (CAN) L 0–3 PO      | Bye                 | Bye                 | Zhang Fl (CHN) L 1–3 PP | 5          |